# Blakea granatensis
Espèce
Statut de conservation UICN

 LC  : Préoccupation mineure
Blakea granatensis est une espèce de plantes à fleurs de la famille des Melastomataceae endémique de Colombie.